# Rue du Cloître-Saint-Merri
Rue du Cloître-Saint-Merri je ulice v Paříži v historické čtvrti Marais. Nachází se ve 4. obvodu. Její název vychází z faktu, že se nacházela v blízkosti bývalé křížové chodby (cloître) u kostela svatého Mederika (Saint-Merri).

## Poloha
Ulice vede od křižovatky s Rue du Renard a končí na křižovatce s Rue Saint-Martin.

## Historie
Tato ulice tvořila ve 12. století pravý úhel: od Rue Saint-Martin vedla ostrou zatáčkou v trase současné Rue des Juges-Consuls a končila v Rue de la Verrerie.
Křížovou chodbu kostela svatého Mederika kdysi tvořily domy zdejší kapituly. Obklopovaly ji Rue Brisemiche (současná východní strana Place Igor-Stravinsky) a Rue Taillepain (začínala na místě současného domu č. 18). Křížová chodba u kostela byla zrušena v 16. století.
Na straně Rue Saint-Martin se nacházela brána Porte-Saint-Merri, po které se ulice ve středověku nazývala – Rue Porte-Saint-Merri.
Ministr Jean-Antoine Chaptal vydal 5. října 1801 vyhlášku, která stanovila šířku ulice na 7 metrů. V roce 1832 v ulici proběhly tvrdé boje během červnového republikánského povstání. V roce 1837 byla část ulice, která vedla do Rue Saint-Martin, rozšířena až k Rue du Renard. Podle královského výnosu ze dne 13. června 1839 byla šířka ulice zvýšena na 12 metrů mezi Rue Saint-Martin a Rue du Renard. Zbývající část, která začíná u Rue de la Verrerie, a vede kolem apsidy kostela Saint-Merri, má šířku 14 metrů.

## Zajímavé objekty
- dům č. 5: je chráněn jako historická památka
- dům č. 6-8: škola Saint-Jean-Gabriel
- dům č. 18: na jeho místě stál městský palác, který v roce 1520 vlastnil Oudart Hennequin, správce účtů, poté jeho syn Pierre Hennequin, prezident pařížského parlamentu v roce 1557, Nicolas Hennequin v roce 1612 a jeho dcera v roce 1622, se kterou se oženil Henri de Gouffier, markýz de Boissy. V roce 1647 palác vlastnil Artus Gouffier, vévoda de Roannez. Poté byl palác prodán zbořen. V aktuální domě se nachází mateřská a základní škola.